# Tortyra rhodoclaena
Tortyra rhodoclaena là một loài bướm đêm thuộc họ Choreutidae. Nó được tìm thấy ở Guyane thuộc Pháp.